# Łączki
Łączki (ukránul: Лучки [Lucski]) Lengyelország délkeleti részén, a Kárpátaljai vajdaságban, a Leskói járásban található falu. A San folyó partján, Leskótól közel 4 kilométernyire fekszik délkeleti irányban, valamint a vajdaság központja, Rzeszów 70 kilométernyire északra van a településtől. 1975–1998 között a Krosnói vajdasághoz tartozott.

## Fordítás
Ez a szócikk részben vagy egészben  a(z)   Łączki, Lesko County című angol Wikipédia-szócikk ezen változatának fordításán alapul.  Az eredeti cikk szerkesztőit annak laptörténete sorolja fel. Ez a jelzés csupán a megfogalmazás eredetét és a szerzői jogokat jelzi, nem szolgál a cikkben szereplő információk forrásmegjelöléseként.